# Lis polarny
Lis polarny, piesiec, piesak (Vulpes lagopus) – gatunek drapieżnego ssaka z rodziny psowatych, występujący na obszarach na północ od północnego kręgu polarnego.
Lisy te można spotkać zarówno nad morzem, w dolinach, jak i wysoko na grzbietach górskich. Są to zwierzęta terytorialne. Najczęściej występuje w ubarwieniu letnim brązowo-szarym, a zimą śnieżnobiałym lub stalowoniebieskim, choć spotyka się też lisy czarne przez cały rok. Żywi się ptakami (szczególnie ich pisklętami), małymi ssakami (np. lemingami), jajami, rybami i padliną. Przez zimę do wiosny często podążają za niedźwiedziami polarnymi, podobnie jak szakale za lwami, licząc na pozostałości z ich zdobyczy. Nory lęgowe kopie w ziemi, na zboczach, pomiędzy kamieniami. Ciąża trwa 49-57 dni. W maju lub czerwcu samica rodzi 2-8, maksymalnie 12 szczeniąt, ważących 40-80 g. Śmiertelność młodych jest duża i dochodzi do 50%, praktycznie lisica odchowuje 3-4 szczenięta. Szczenięta zaczynają widzieć po 14 dniach, matka natomiast żywi je mlekiem przez 8-10 tygodni.
Lisy polarne mają na ogół spokojniejsze usposobienie i są bardziej łagodne od lisów pospolitych.

## Dane liczbowe
- długość ciała (z ogonem): 80–95 cm
- długość ogona: 28–40 cm
- wysokość: 25–30 cm
- masa: samica 2,5–8 kg, samiec nieco cięższy
- ciąża: 50–55 dni
- liczba młodych w miocie 1–12 szczeniąt
- długość życia: 12–14 lat

## Odmiany barwne lisa polarnego[10]
- lis niebieski (odmiana podstawowa)
- lis cienisty
- lis biały
- lis beżowy
- lis szafirowy

## Systematyka
Badania chromosomów i mtDNA wskazują bliskie pokrewieństwo lisa polarnego z gatunkami rodzaju Vulpes (Vulpes macrotis lis długouchy i Vulpes velox lis płowy), co – zdaniem naukowców – nie daje podstaw do wydzielania lisa polarnego w odrębnym rodzaju Alopex. W pracach Geffen et al. (1992), Mercure et al. (1993), Baker et al. (2003) i Wozencraft (in Wilson & Reeder 2005) zaproponowano nazwę Vulpes lagopus.

## Hodowla
Hodowlę fermową lisa polarnego zapoczątkowano w Ameryce Północnej w 1897 roku. W Polsce pierwsza ferma lisów polarnych została założona w 1938.

## Zagrożenie i ochrona
W Czerwonej księdze gatunków zagrożonych Międzynarodowej Unii Ochrony Przyrody i Jej Zasobów został zaliczony do kategorii LC (niższego ryzyka) pod nazwą Alopex lagopus.

## Galeria

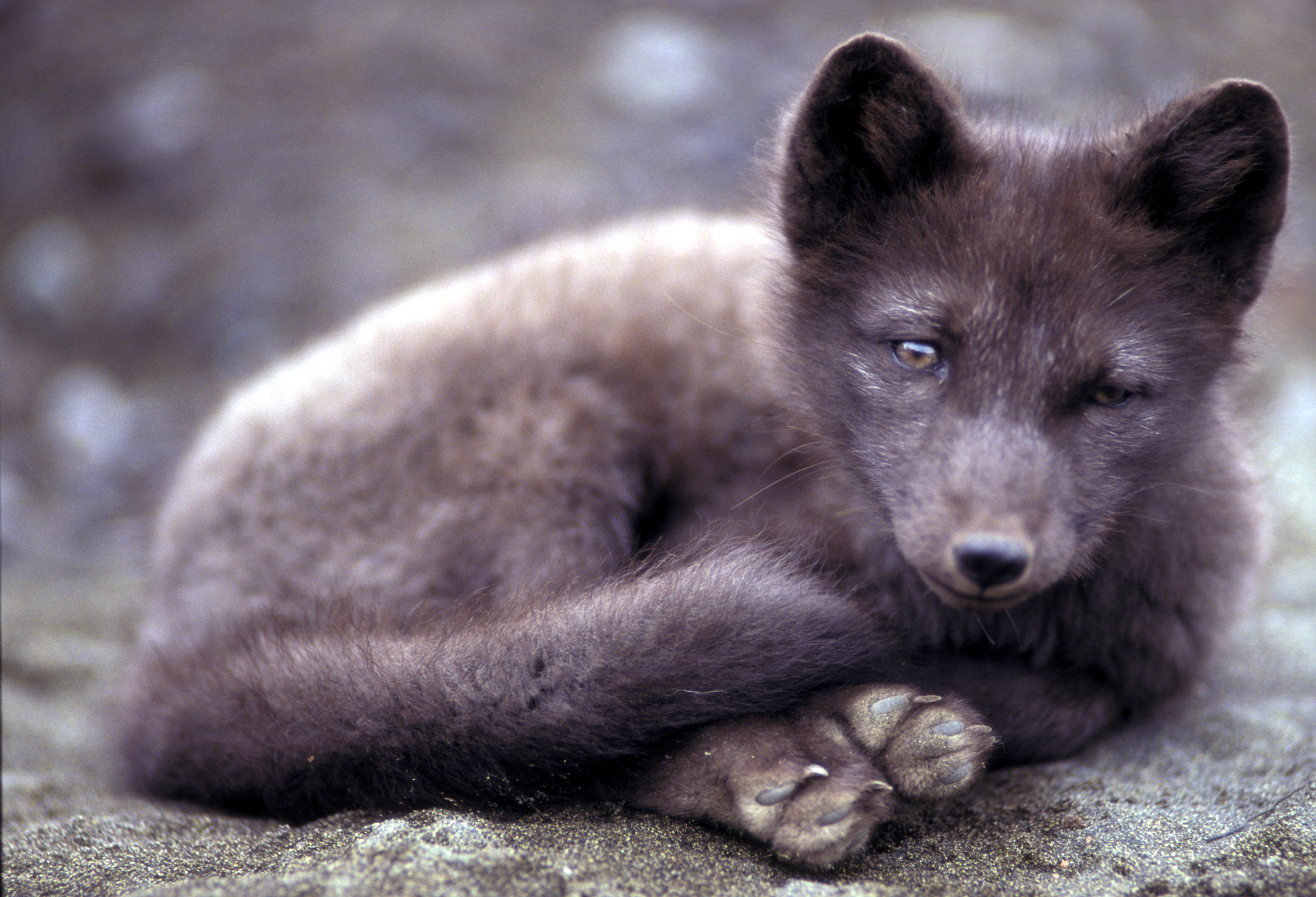
Młody lis polarny
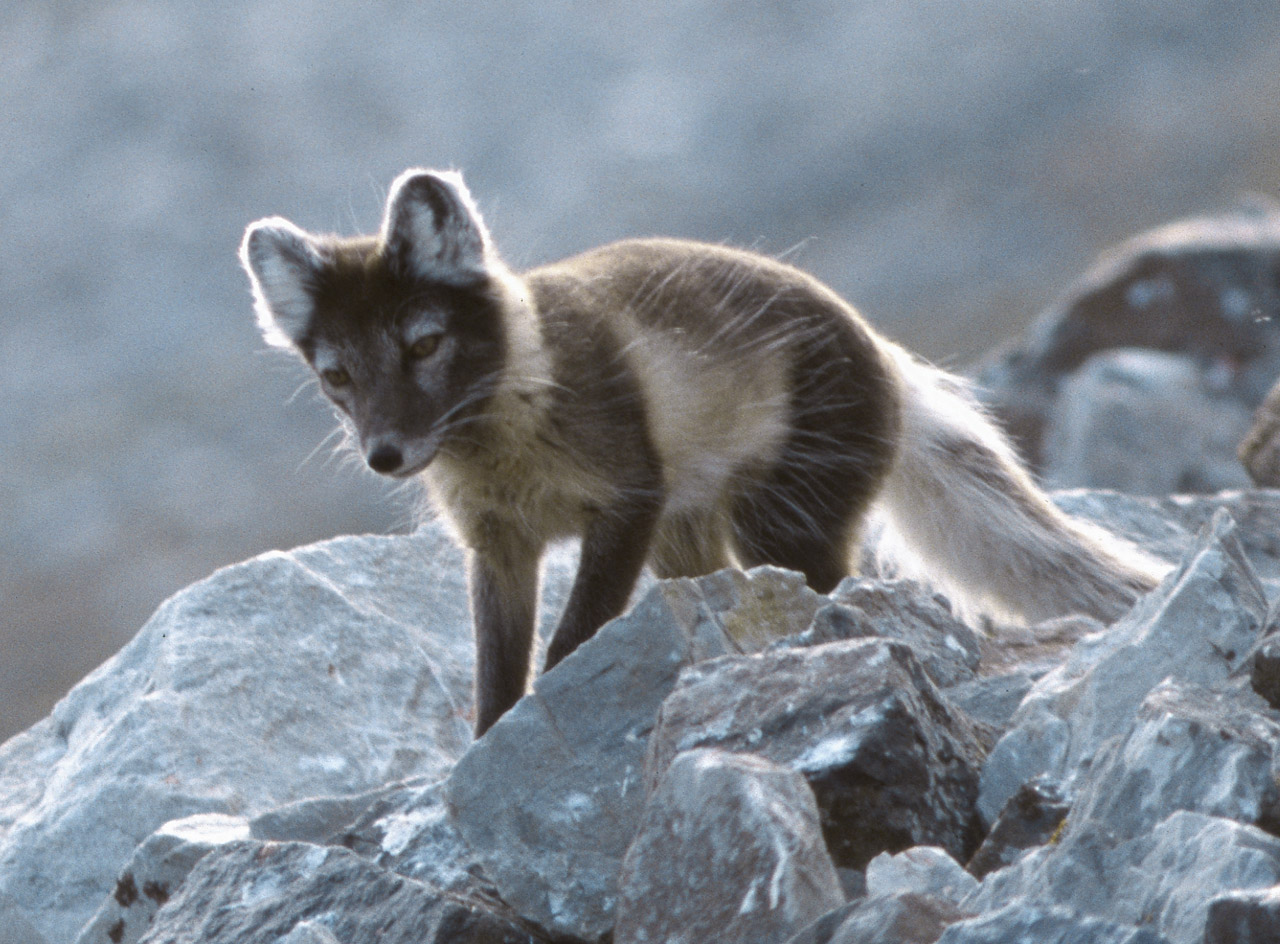
Lis polarny w letniej szacie, Svalbard
Lis polarny w trakcie zmiany futra z zimowego na letnie, Svalbard